# Jätteglasögonfågel
Jätteglasögonfågel (Megazosterops palauensis) är en fågel i familjen glasögonfåglar inom ordningen tättingar.

## Utseende
Jätteglasögonfågeln är som namnet avslöjar en stor medlem av familjen med en kroppslängd på 13,5–14 cm. Fjäderdräkten är relativt färglös och näbben är kraftig. På huvudet syns ett ljusgult ögonbrynsstreck som vidgar bakåt, en smal ljusgul ögonring och sotfärgat på tygeln som sträcker sig till mörkgrå oregelbundet gulfläckade örontäckare. Ovansidan är olivbrun med hjässfjädrarna gråaktiga i basen, vilket ger den ett fläckigt utseende. Undersidan är ljusare olivbrun, på flankerna mer åt beige. Ögat är gråaktigt till mörkt rostbrunt, näbben ljusbrun på övre näbbhalvan, orangegul på nedre. Benen är gulbruna eller olivgröna med gulaktiga fotsulor. Könen är lika men ungfågeln har inte beskrivits.

## Utbredning och systematik
Fågeln förekommer i Palauarkipelagen (Babelthuap, Urukthapel och Peleliu). Den placeras som enda art i släktet Megazosterops. 

## Status
IUCN kategoriserar arten som nära hotad, baserad på att den enbart förekommer på två öar och att dess levnadsmiljö minskar i omfång på grund av skogsavverkningar. Eventuell införsel av brun trädorm kan riskera att slå ut stora delar av populationen inom kort tid, så som redan skett för andra fågelarter på framför allt Guam. Beståndet uppskattas till 9 200–9 300 vuxna individer.